# Sankta Katarinas kloster, Halmstad

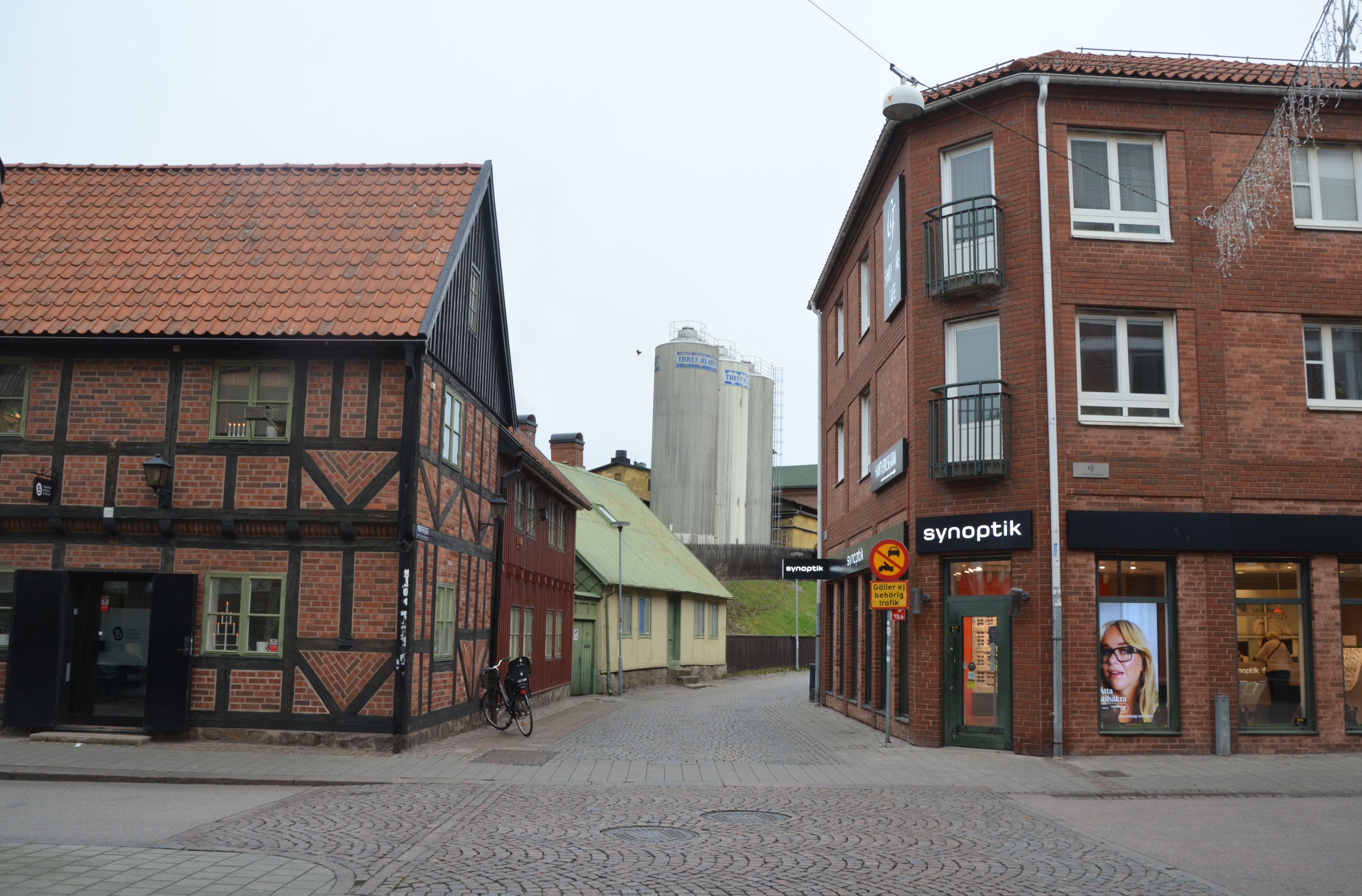
Santa Katarina klosterkyrka låg strax söder om korsningen av nuvarande Hantverksgatan och Klammerdammsgatan

Sankta Katarinas kloster var ett dominikankloster i Halmstad, som anlades på 1200-talet och som var verksamt fram till 1531.
Klostret omtalas första gången 1264, och låg då i Övraby. En uppgift från 1268 anger att en Attæ Karldsun skal ha gett bröderna bostad i Halmstad. Under perioden 1326-1330 flyttade klostret till det nya Halmstad, i det dåvarande kvarteret Klammerdamm nära korsningen av nuvarande Hantverks- och Klammerdamsgatorna. Ett brev från 1344 visar att klostret då börjat uppföras, men att det ännu inte var färdigställt. 
Klostret övergavs 1531, och året därpå medgav Fredrik I att klostret fick användas som sjukhus för de fattiga. Troligen kvarstod hela anläggningen fram till Halmstads stadsbrand 1619, då endast fyra byggnader räddades, av vilka klostrets västra flygel var en. Denna hade 1600 tagits i bruk som tyghus för stadens försvar. Då befästningarna togs ur bruk 1737, försåldes denna flygel på auktion. Den revs troligen en kort tid därefter.
När dominikanerna på 1300-talet flyttade till det nya Halmstad, lämnades åtminstone en byggnad kvar i Övraby, S:t Örjans kapell, som därefter omnämns som hospital.